# Русько-український союз церков євангельських християн-баптистів
Русько-український Союз Євангельських Християн Баптистів об'єднує частину євангельсько-баптистських громад у США і Канаді, східно-слов'янського походження, у тому числі великий відсоток українців.
Русько-український Союз Євангельських Християн Баптистів заснував 1903 І. Колесників (емігрант з центральних Українських Земель), створивши в Нью-Йорку і навколо нього кілька громад. 1904 у Скрентоні постала Руська Євангельсько-Баптистська Церква переважно з поліщуків і галичан.
Назви і національні спрямування громад мінялися, поступово україномовні громади оформилися як Українська Євангельсько-Баптистська Церква, інші громади 1915 об'єдналися під проводом І. Давидюк (пізніше І. Кмети) у Філадельфії, у Російсько-український Союз Євангельських Християн Баптистів з осідком в оселі Ашфорд близько Гартфорду (там таки і їх дім для похилих віком).
У Канаді 1907 союз оформився Русько-Український Союз Євангельських Християн Баптистів. Обидва союзи об'єднують близько 4 000 вірних, і мають два органи: «Сіяч Правди» (з російськомовним відповідником «Сеятель Истины») у Канаді та англомовний «Herald» У США.
Активні діячі Русько-український Союз Євангельських Християн Баптистів: П. Барткіїв, Н. Шельпук, Б. Букін, В. Перетятько, В. Плохотнік, Й. Пуховський, А. Сильвестер.